# Augustin Krämer
Augustin Krämer o Augustin Kraemer (Los Ángeles, Chile, 27 de agosto de 1865 - Stuttgart, 11 de noviembre de 1941) fue un médico de la armada, naturalista, etnólogo y etnógrafo alemán. 

## Biografía
Nacido en 1865 en la ciudad chilena de Los Ángeles, en la puerta de ingreso al sur del país, Krämer fue hijo de inmigrantes alemanes en Chile debido a que su padre debió emigrar a ese país por razones políticas. Allí la familia Krämer construyó un molino en el sector de Colonia Humán, y se dedicaron a las labores agrícolas hasta que regresaron a Alemania, para radicarse en Stuttgart cuando él era un adolescente. Krämer asistió al Karls-Gymnasium Stuttgart, escuela secundaria ubicada en el distrito de Bad Cannstatt. Luego ingresó a la Universidad de Tubinga a estudiar medicina, donde también se incorporó a la fraternidad Corps Rhenania Tübingen y suspendió sus estudios por un año para realizar su servicio militar voluntario, retomando en Berlín por dos semestres, para luego regresar a Tübingen para terminar su doctorado con una tesis sobre el nitrógeno en la orina. 
En 1889 ingresó al cuerpo sanitario de la Marina Imperial alemana, donde prestó servicios como médico general hasta 1909. Entre 1893 y 1895 había viajado como médico del barco SMS Bussard hacia el Mar del Sur, donde se dedicó a estudios sobre la construcción de los arrecifes de coral y la distribución del plancton en la región. En un segundo viaje al Mar del Sur entre 1897 y 1899, continuó con estas investigaciones. Hizo colecciones etnográficas procedentes de América del Sur, Hawái, Samoa, Islas Marshall e Islas Gilbert, de las cuales muchas piezas se conservan en el Museo de Etnología de la Universidad de Kiel.  Entre 1899 y 1901, viajó en el SMS Stosch como médico del barco a las Indias Occidentales y el Mediterráneo. A su regreso a Alemania, publicó sus investigaciones sobre las Islas de Samoa en dos volúmenes, como también los resultados de otros estudios con el apoyo de su esposa.
Krämer participó como antropólogo en otra expedición del Mar del Sur en el barco de investigación SMS Planet. Luego viajó con su esposa, Elisabeth Krämer-Bannow, al archipiélago de Bismarck y las Islas Palau cuando aún eran posesiones del Imperio colonial alemán. En 1908, Augustin Krämer se hizo cargo después de la muerte de Emil Stephan como jefe de la expedición de la armada alemana en Nueva Irlanda. Entre 1909 y 1910, lo llevó a las expediciones coordinadas por Georg Thilenius al mar del sur de las Islas Carolinas a bordo del vapor Peiho. Como método de investigación de campo utilizó desde un comienzo la observación participante.
De 1911 a 1915, Krämer fue director del Museo Linden de Stuttgart. Durante la Primera Guerra Mundial sirvió en hospitales de reserva en Tubinga y Stuttgart. Una vez finalizada la guerra, en 1919 se convirtió en profesor de antropología en la Universidad de Tubinga y comenzó a establecer el Instituto Etnográfico como un departamento del Instituto Geográfico. En 1925 fue nombrado doctor honoris causa de la Facultad de Filosofía de la Universidad de Hamburgo. Sus colecciones etnográficas que realizó para su enseñanza en el castillo Hohentübingen y que se había encargado de ampliar hasta su retiro en 1933, luego las donó a la universidad como un regalo a título personal. Adicionalmente, fue entre 1911 y 1921 Presidente de la Sociedad Alemana de Antropología, Etnología y Prehistoria. 
Augustin Krämer fue enterrado el 14 de noviembre de 1941 en el Cementerio de Uffkirchhof en Bad Cannstatt.